# Гаррі Родрігіш
Гаррі Родрігіш (порт. Garry Mendes Rodrigues, нар. 27 листопада 1990, Роттердам) — кабовердійський футболіст, півзахисник турецького клубу «Анкарагюджю».
Виступав, зокрема, за клуби ПАОК, «Галатасарай» та «Олімпіакос» (Пірей), а також національну збірну Кабо-Верде.
Чемпіон Туреччини. Чемпіон Греції. Володар Кубка Греції.

## Клубна кар'єра
У дорослому футболі дебютував 2011 року виступами за команду клубу «АДО Ден Гаг», в якій провів один сезон. 
Згодом з 2012 по 2015 рік грав у складі команд клубів «Дордрехт», «Левскі» та «Ельче».
Своєю грою за останню команду привернув увагу представників тренерського штабу клубу ПАОК, до складу якого приєднався 2015 року. Відіграв за клуб із Салонік наступні два сезони своєї ігрової кар'єри.
До складу клубу «Галатасарай» приєднався 2017 року. Станом на 7 грудня 2018 року відіграв за стамбульську команду 59 матчів в національному чемпіонаті.

## Виступи за збірну
У 2013 році дебютував в офіційних матчах у складі національної збірної Кабо-Верде.
У складі збірної був учасником Кубка африканських націй 2015 року в Екваторіальній Гвінеї та Кубка африканських націй 2021 року в Камеруні.

## Титули і досягнення
- Чемпіон Туреччини (1):

«Галатасарай»: 2017-18
- Володар Кубка Греції (1):

ПАОК: 2016-17
- Чемпіон Греції (1):

«Олімпіакос»: 2021-22